# Amblyanthus obovatus
Amblyanthus obovatus là một loài thực vật có hoa trong họ Anh thảo. Loài này được G.S.Giri, S.K.Das & H.J.Chowdhery mô tả khoa học đầu tiên năm 2002.